# Hermann Römpp
Hermann Römpp, né à Weiden en royaume de Wurtemberg le 18 février 1901 et mort le 28 avril 1964 dans la même ville, est un chimiste et un auteur scientifique allemand.

## Vie
De 1922 à 1926, Römpp étudie les sciences à l'Université Eberhard Karl de Tübingen.
Il commence sa carrière comme enseignant stagiaire et devient professeur des écoles en 1941.
Jusqu'en 1945, il est employé en tant que professeur de chimie dans un lycée de Ludwigsburg. Au cours de cette période, il publie de nombreux articles de vulgarisation, notamment dans la revue allemande Kosmos (de).
En 1938, il a l'idée de rédiger un lexique chimique allemand, le Römpp Lexikon Chemie, entité inexistante jusque-là. Il abandonne son poste de professeur et commence ses travaux alors que débute la Seconde Guerre mondiale.
En 1947, la revue Kosmos (de) publie une première version du lexique comportant 80 pages ; elle est tirée à 5000 exemplaires. Le lexique est complété au cours de l'année suivante et édité en un volume.
Cette première édition comporte 7700 entrées (notamment des noms de marques et de sociétés) et plus de 10 000 mots-clés.
Hermann Römpp fait en sorte de garder son lexique à jour et en 1950, une deuxième version revue, augmentée et éditée en deux volumes, voit le jour.
La 5e édition parue en 1962 comporte 28 850 entrées.
En 1961, le Ministre-président de la  Bade-Wurtemberg, en reconnaissance de ses contributions à la promotion des sciences chimiques, lui remet le titre de Professeur. 
Il meurt le 28 avril 1964, alors qu'il avait commencé à travailler sur la 6e édition de son lexique chimique.

## Travaux
- Isotope, 1962 (Reihe „Kosmos-Bibliothek“)
- Unser täglich Brot, 1959
- Wuchsstoffe, 1958 (Reihe „Kosmos-Bibliothek“)
- Spurenelemente, 1954 (Reihe „Kosmos-Bibliothek“)
- Chemie der Zukunft, 1950 (Reihe „Kosmos-Bibliothek“)
- Die Wunderwelt der Atome, 1949
- Atom-Lexikon, 1949
- Die Zukunft der Erde und des Menschen, 1948 (Reihe „Kosmos-Bibliothek“)
- Anorganische Chemie, 1948
- Chemie-Lexikon, 1947 bis 1962 (1.-5. Auflage, später Römpp Lexikon Chemie)
- Lebensgeschichte eines Kohlenstoffatoms, 1946 (Reihe „Kosmos-Bibliothek“)
- Sauerstoff in Natur und Technik, 1942 (Reihe „Kosmos-Bibliothek“)
- Chemie der Metalle, 1941
- Organische Chemie im Probierglas, 1940
- Chemische Zaubertränke, 1939
- Chemische Experimente, die gelingen, 1939
- Chemische Fundgrube, 1939
- Rezeptbuch des Alltags, 1937
- Chemie des Alltags, 1936
- Vererbungslehre und Rassenkunde für Jedermann, 1933
- Lebenserscheinungen, 1933
- Die Verwandtschaftsverhältnisse in der Gattung Veronica, Dissertation Tübingen 1928

## Sources bibliographiques
- Erhard Ühlein: Römpp - Lexikon Chemie. 1966 (6. Auflage)
- Otto-Albrecht Neumüller: Römpps Lexikon Chemie. 1972-1988 (7. und 8. Auflage)
- Jürgen Falbe, Manfred Regitz: Römpp Lexikon Chemie. Georg Thieme Verlag, Stuttgart 1989-1999 (9. und 10. Auflage)
- Wissen erfahren, erzählen, ordnen. Hermann Rompps Chemiebücher, Nachrichten aus der Chemie, 2003 (nur als PDF)